# Fausto Leali (album)
Fausto Leali è il primo album dell'artista omonimo, pubblicato nel 1964 dalla Jolly.

## Tracce
1. La campagna in città
2. Danza senza nome
3. 5 giorni
4. Please Please Me (John Lennon e Paul McCartney)
5. Follie d'estate
6. Non insistere
7. Ho perduto
8. Non voglio più piangere
9. Portami tante rose
10. Lei ti ama (She loves you)
11. È vietata
12. Giochiamo all'amore